# Cobalt Networks

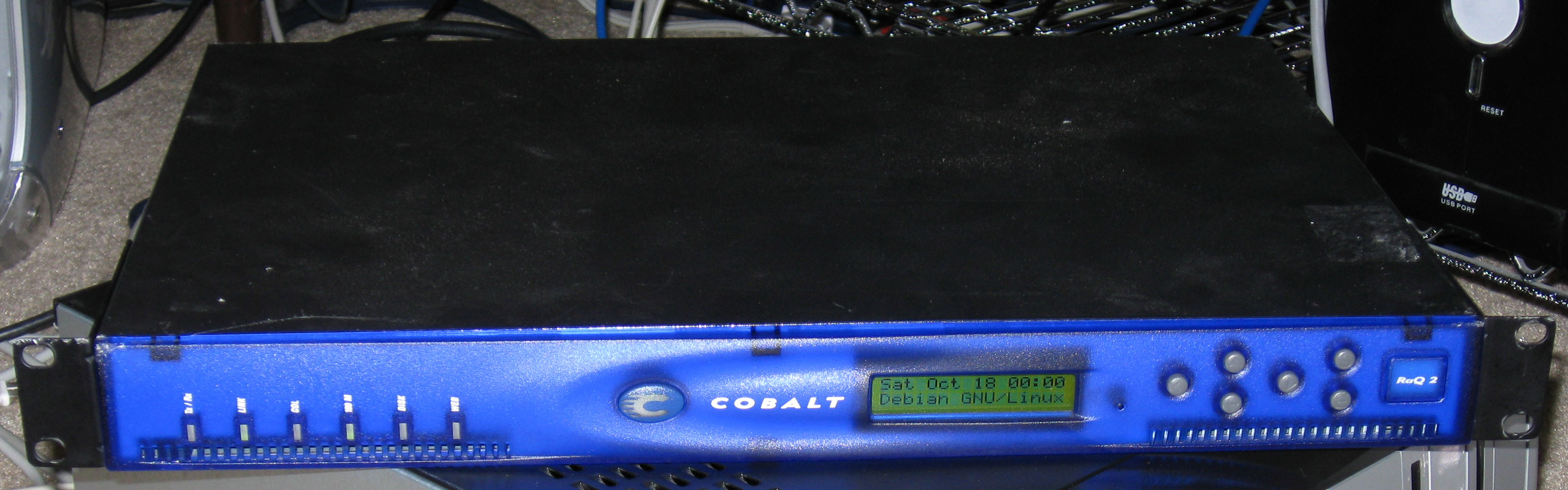
Cobalt RaQ 2

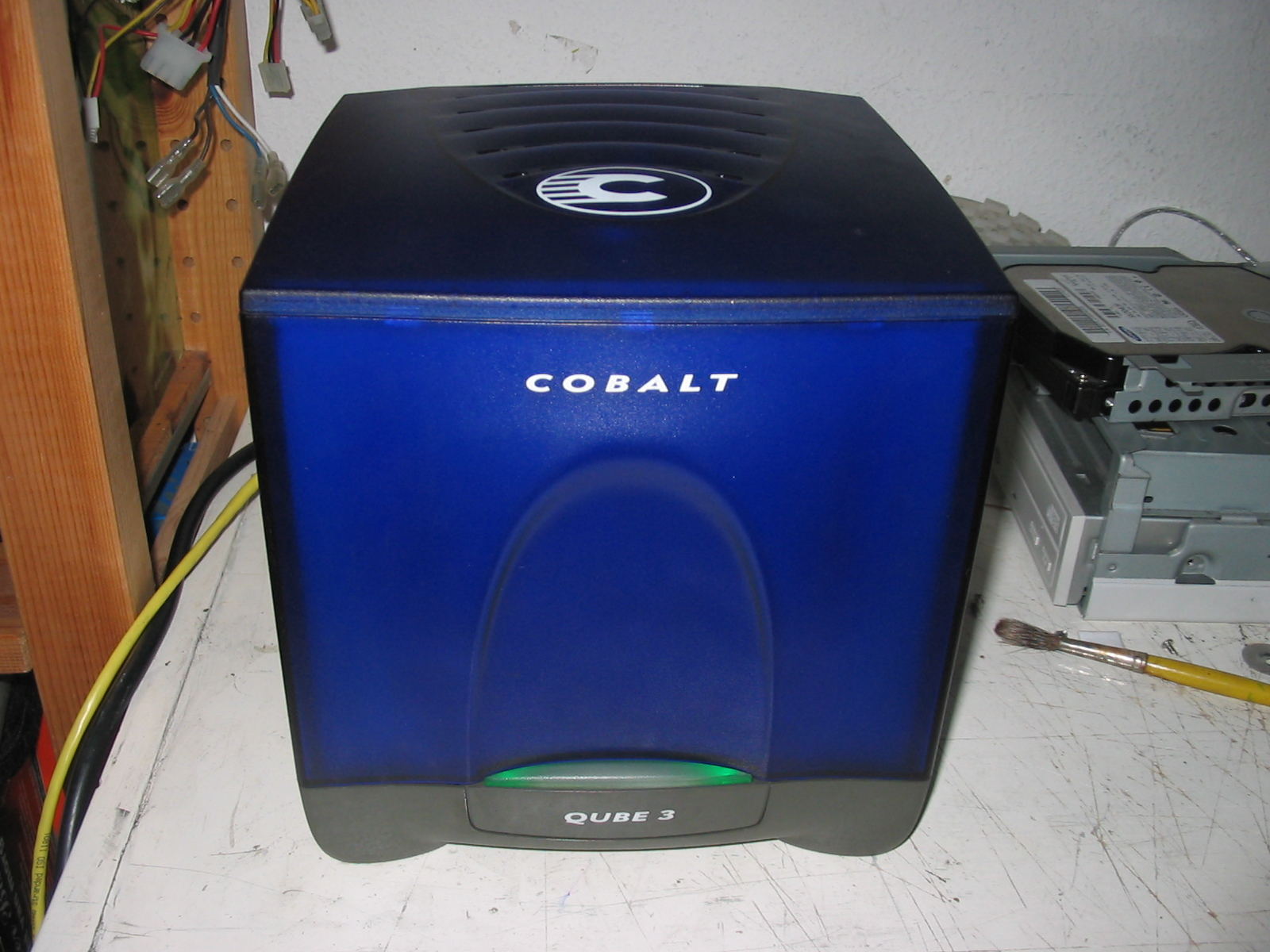
Cobalt Qube

Cobalt Networks fue un fabricante de servidores linux de bajo coste. Tuvo alrededor de 1900 clientes a lo largo de setenta países.
Durante la burbuja puntocom, llegó a alcanzar un valor de seis mil millones de dólares a pesar de reportar un beneficio anual de solo veintidós millones de dólares.[cita requerida]
Cobalt fue el fabricante de servidores más exitoso de su momento, siendo el motivo de la fundación de otras empresas como RLX Technologies. En el año 2000, fue adquirida por Sun Microsystems y su marca se mantuvo como una línea de productos dentro del catálogo de servidores de Sun hasta diciembre de 2003.

## Historia
Fue fundada en 1996 por el exempleado de Silicon Graphics y Apple, Vivek Mehra, con el nombre Cobalt Microserver, pero en junio de 1998 la compañía cambió su nombre a Cobalt Networks.
Estos fueron los productos de Cobalt antes de la compra por Sun:
| Producto                  | Fecha de lanzamiento |
| ------------------------- | -------------------- |
| Cobalt Qube               | Marzo 1998           |
| Cobalt Cache              | Julio 1998           |
| Cobalt RaQ                | Septiembre 1998      |
| Cobalt NAS                | Abril 1999           |
| Cobalt Management Console | Octubre 1999         |

El 5 de noviembre de 1999 comenzó a cotizar en bolsa y el valor de sus acciones alcanzó un máximo de 618% sobre su precio inicia de 22 euros cada acción.
El 23 de marzo del 2000, Cobalt anunció la compra de Chilisoft, de Charlie Crystle por 1,15 millones de dólares en acciones de la empresa, que en ese momento tenía un valor de 69,9 millones.
En septiembre del 2000, Sun Microsystems anuncia la adquisición de Cobalt Networks por un precio de dos mil millones de dólares en acciones. La compra se completó el 7 de diciembre del 2000 y muchos ingenieros, descontentos, abandonaron la compañía durante los meses siguientes. En diciembre de 2003 Sun suprimió toda la línea de productos Cobalt

## Equipos Informáticos
Los equipos informáticos diseñados por Cobalt Networks a lo largo de su historia son los siguientes:
| Producto       | Año  |
| -------------- | ---- |
| Cobalt Qube    | 1998 |
| Cobalt RaQ     | 1998 |
| Cobalt RaQ 2   | 1999 |
| Cobalt RaQ 3   | 2000 |
| Cobalt Qube 2  | 2000 |
| Cobalt RaQ 4   | 2000 |
| Cobalt RaQ XTR | 2001 |
| Cobalt RaQ 550 | 2002 |
| Cobalt Qube 3  | 2002 |
| Cobalt LX50    | 2003 |

Los equipos lanzados a partir de 2002 también se comercializarían bajo la marca de Sun Microsystems.